# 마나끼시

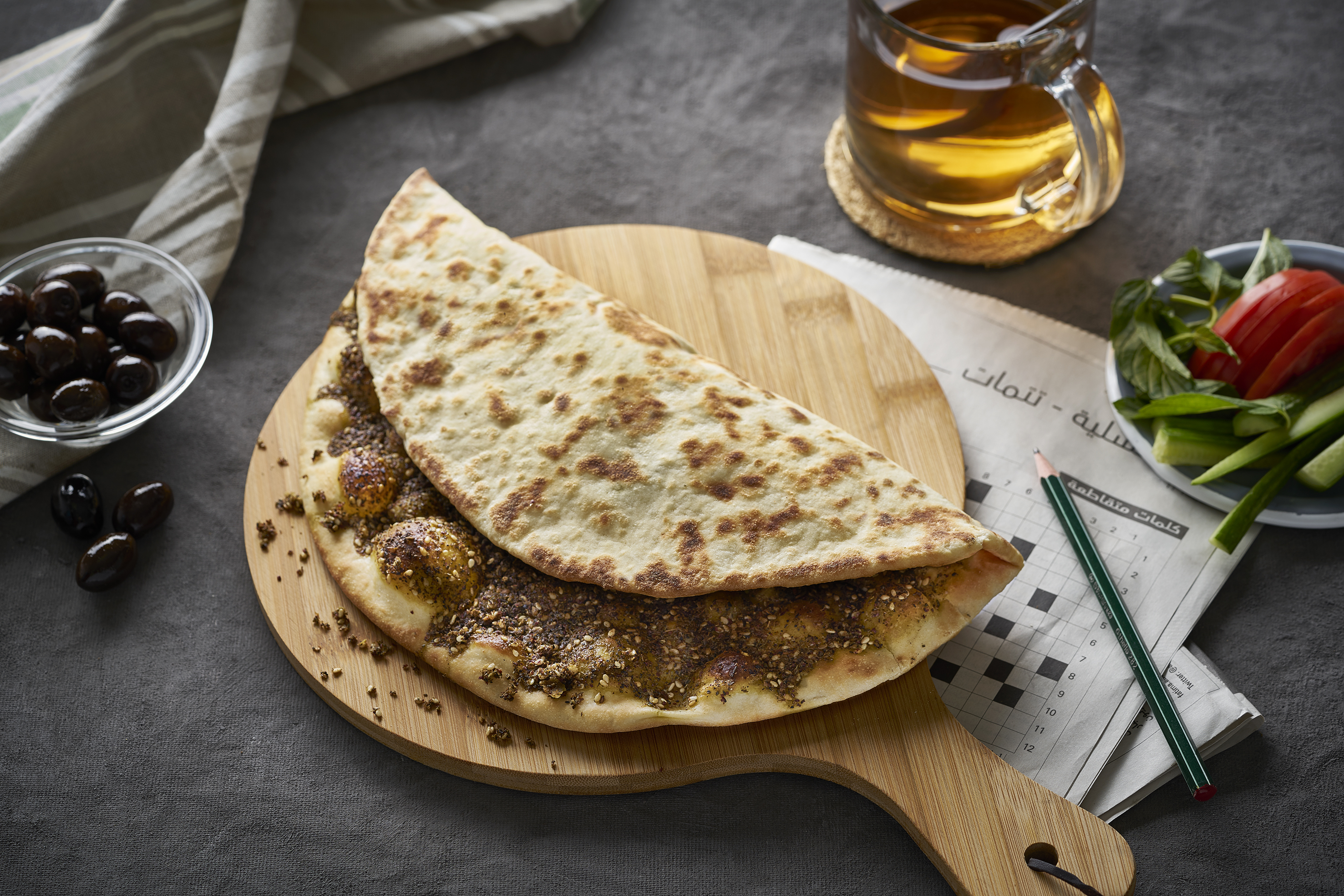

마나끼시(아랍어: مناقيش, 로마자: manāqīsh)는 백리향, 치즈, 또는 다진 고기. 피자와 마찬가지로 썰거나 접을 수 있으며 아침이나 점심으로 먹을 수 있다.
전통적으로 여성들은 아침에 공동 오븐에서 반죽을 구워 가족에게 필요한 일용할 빵을 제공했으며, 이 시간에 아침 식사를 위해 반죽의 작은 부분을 다른 토핑과 함께 준비했다.
마나끼시는 레반트 전역에서 인기가 있으며 인근 지역과 레반트 이민 중심지에서도 볼 수 있다.

## 같이 보기
- 하차푸리
- 무삭칸
- 마트나카시